# Le Sourd
 Le Sourd  es una población y comuna francesa, en la región de Picardía, departamento de Aisne, en el distrito de Vervins y cantón de Sains-Richaumont.

## Demografía
| 244 | 240 | 200 | 172 | 161 | 152 |
| Para los censos de 1962 a 1999 la población legal corresponde a la población sin duplicidades (Fuente: INSEE [Consultar]) |     |     |     |     |     |